# Снежана Пантић
Снежана Пантић (рођ. Перић, Зрењанин, 18. јун 1978 — Београд, 9. фебруар 2022) била је српска каратисткиња.
Својевремено је била најмлађи светски карате шампион. Првак света у апсолутној категорији постала је 2002. године на Светском првенству у Мадриду, када је имала 24 године.
Европско првенство освојила је 2006. године. У својој каријери освојила је више од 30 титула и преко 100 медаља.

## Приватни живот и смрт
Била је удата за некадашњег голмана Партизана Ђорђа Пантића.
Преминула је 9. фебруара 2022. године од рака дојке. Сахрањена је 14. фебруара 2022. на Новом бежанијском гробљу у Београду.